# جيرالد فينلي
جيرالد فينلي هو مغني أوبرا ومغني كندي، ولد في 30 يناير 1960 في مونتريال في كندا.

## وصلات خارجية
- الموقع الرسمي
- جيرالد فينلي على موقع IMDb (الإنجليزية)
- جيرالد فينلي على موقع ميوزك برينز (الإنجليزية)
- جيرالد فينلي على موقع أول ميوزيك (الإنجليزية)
- جيرالد فينلي على موقع ديسكوغز (الإنجليزية)
- جيرالد فينلي على موقع قاعدة بيانات الفيلم (الإنجليزية)